# جوآن بارکلی
جوآن بارکلی (به انگلیسی: Mary Elizabeth Greear؛ ۳۱ اوت ۱۹۱۴–۲۲ نوامبر ۲۰۰۲) هنرپیشه‌ای آمریکایی بوده است که  در سال‌های ۱۹۳۰ و ۱۹۴۰ فعالیت داشت، که بیشتر در فیلم درجه ب و پایان نفس‌گیر بازی کرده‌ است. کار حرفه‌ای او در دوران فیلم صامت آغاز شد.
بارکلی در مینیاپولیس، مینه‌سوتا به دنیا آمد. در ۲ ژوئیهٔ ۱۹۴۵ میلادی با لروی هیلمن در لاس وگاس ازدواج کرد. و در ۲۲ نوامبر ۲۰۰۲ در سن ۸۸ سالگی در صحرای پالم کالیفرنیا درگذشت.

## فیلم‌شناسی
- دشمنی غرب (1936)
- سایه های زندان (1936)
- سوارشدن (1936)
- مردان دشت (1936)
- اسیر جزیره (1937)
- قانون شکن معتمد (1937)
- راکت آسمان (1937)
- سوارکار گردباد (1938)
- پایونیر تریل (1938)
- دو تفنگ عدالت (1938)
- نجیب زاده‌ای از آریزونا (1939)
- بهشت قانون شکنان (1939)
- بیلی در محدوده جنگ بچه ها (1941)
- خلاصه داستان بیلی بچه (1941)
- اسلحه های سیگار کشیدن بیلی بچه (1942)
- در سراسر جهان (1943)
- تازه کارها در برمه (1943)
- روز بانوان (1943)
- بمباردیر (1943)
- شاهین در خطر (1943)
- استپ لایولی (1944)
- موسیقی در منهتن (1944)
- جوانان وحشی می دوند (1944)
- شاهین بیرون غرب (1944)
- کبرای شانگهای (1945)